# Valais-oceaan
| Geologie van de Alpen |
| --- |
| Weisshorn |
| Tektonische indeling |
| Molassebekken |
| Helvetische Zone |
| Penninische Dekbladen |
| Austroalpiene Dekbladen |
| Zuidelijke Alpen |
| Geologische structuren |
| Aarmassief · Dent Blanche-nappe · Engadin-venster · Hohe Tauern-venster · Periadriatische lijn · Ivrea-zone · Lepontin dome · Rhône-Simplonlijn · Sesia-zone |
| Paleogeografische gebieden |
| Valais-oceaan |
| Briançonnais microcontinent |
| Piëmont-Liguriëbekken |
| Apulische of Adriatische plaat |
| Portaal Geologie |

De Valais-oceaan is een verdwenen stuk oceanische korst tussen de continenten Europa en Iberia. De Valais-oceaan wordt net als een aantal andere "kleine" stukken verdwenen oceanische korst als onderdeel van de Tethys Oceaan gezien.

## Ontstaan
Nadat in het Jura de continenten Afrika, Zuid-Amerika, Europa en Noord-Amerika uit elkaar begonnen te bewegen, vormden zich steeds meer riften. Aan de zuidelijke rand van Europa brak het microcontinent Iberia van Europa af. In het westen werd daarbij oceanische korst gevormd in de tegenwoordige Golf van Biskaje, in het oosten ontstond de Valais-oceaan.
Toen tijdens de Alpiene orogenese Afrika weer richting Europa bewoog, kwam de Valais-oceaan klem te zitten tussen de twee continenten. In het westen subduceerde zowel de Valais-oceanische korst als een stuk van Iberia (dat het Briançonnais microcontinent genoemd wordt) onder de Adriatische of Apulische plaat, een stuk van de Afrikaanse plaat dat zich los was gaan bewegen. Verder naar het westen schoof Iberia tegen Europa aan, waarbij de Pyreneeën ontstonden.
Fragmenten van de voormalige Valais-oceanische korst werden weer geobduceerd en zijn als ofiolieten terug te vinden in de Penninische nappes in de Alpen.

## Naamgeving
De Valais oceaan is genoemd naar het kanton Valais in Zwitserland.